# Colegiul Smith
Colegiul Smith, conform originalului Smith College este cu colegiu de arte liberale dedicat educației femeilor, fondat în 1871 de către Sophia Smith. Situat în Noua Anglie, în Northampton, Massachusetts, colegiul este considerat în Statele Unite ale Americii una din instituțiile de frunte în educarea și promovarea femeilor în domenii considerate anterior accesibile doar bărbaților.